# Тхапело Тале
Тхапело Тале (англ. Thapelo Tale; нар. 22 квітня 1988, Масеру, Лесото) — лестотський футболіст, нападник клубу «Ліхопо» та національної збірної Лесото.

## Клубна кар'єра
Футбольну кар'єру розпочав 2007 року в складі «Ліхопо». Протягом наступних сезонів увійшов до числа найкращих нападників країни, а також почав викликатися до національної збірної. «Ліхопо» входив до числа провідних клубів країни, проте за період перебування Тхапело команда жодного разу не змогла виграти чемпіонат країни, і лише в 2010 році «Ліхопо» виграв Vodacom Soccer Spectacular. Того ж року Тале відправився на перегляд у сербський «Срем», проте президент «Ліхопо» погоджувався віддати нападника лише в оренду. Наступного року, у квітні 2011 року, Тале знову поїхав до Сербії, цього разу разом зі своїм партнером по національній збірні Нкау Леротхолі, на перегляд до клубу вищого дивізіону Сербії ФК «Ягодина», однак вони обоє не залишилися в команді, і Тале повернувся в «Срем», який все ще планував підписати його після перегляду роком раніше.
Наприкінці серпня 2011 року, після проходження медогляду та досягнення домовленості між клубами, Тале приєднався до «Срему». Дебютував у новій команді 4 вересня у 4-у турі Першої ліги Сербії проти «Нового Саду». Проте за підсумками сезону «Срем» понизився в класі, а Тхапело повернувся до «Ліхопо».
У 2013 році знову спробував підкорити Європу, підписавши контракт з «Андоррою». Ця команда, на відміну від решти команд Андорри, виступає в системі футбольних ліг Іспанії. Відзначився 7-а голами в 12-и матчах Прімери Каталонії. У 2014 році повернувся до «Ліхопо».

## Кар'єра в збірній
Виступав за юнацькі збірні Лесото U-17 та U-20.
Дебютував у футболці національної збірної Лесото 2008 року.

### Голи за збірну
Рахунок та голи збірної Лесото в таблиці подано на першому місці.
| №  | Дата              | Місце                                    | Суперник   | Рахунок | Result         | Competition       |
| -- | ----------------- | ---------------------------------------- | ---------- | ------- | -------------- | ----------------- |
| 1. | 19 червня 2009    | Трейд Фейр Граунд, Манзіні, Свазіленд    | Есватіні   | 1–0     | 1–1            | Товариський матч  |
| 2. | 15 листопада 2011 | Принц Луї Равагасоре, Бужумбура, Бурунді | Бурунді    | 1–0     | 2–2            | кв. ЧС 2014       |
| 3. | 8 липня 2013      | Артур Девіс, Кітве, Замбія               | Кенія      | 2–1     | 2–2            | Кубок КОСАФА 2013 |
| 4. | 9 липня 2013      | Артур Девіс, Кітве, Замбія               | Ботсвана   | 3–3     | 3–3            | Кубок КОСАФА 2013 |
| 5. | 14 липня 2013     | Нкана, Кітве, Замбія                     | Ангола     | 1–1     | 1–1 (пен. 5–3) | Кубок КОСАФА 2013 |
| 6. | 18 травня 2015    | Роял Бафокенг, Пхокенг, ПАР              | Мадагаскар | 1–0     | 1–0            | Кубок КОСАФА 2015 |
| 7. | 10 червня 2017    | Чамазі, Дар-ес-Салам, Танзанія           | Танзанія   | 1–1     | 1–1            | кв. КАН 2019      |

## Досягнення
«Ліхопо»
- Vodacom Soccer Spectacular
  -  Володар (1): 2010